# Елевтер (гора)
Елевте́р (грец. Ἑλευθήρ, Eleuther), або Елевфе́р  — гора в Греції, поблизу Олімпу. Точне місце розташування невідоме. У «Теогонії» Гесіода володаркою цієї гори названо богиню пам'яті Мнемосіну. Назва гори постала з міфічного оповідання про те, що там Мнемосіна звільнила Діоніса від божевілля.